# Prarolo
Prarolo är en ort och kommun i provinsen Vercelli i regionen Piemonte, Italien. Kommunen hade 726 invånare (2018).